# Carmen Thalmann
Pour les articles homonymes, voir Thalmann.
Carmen Thalmann, née le 11 septembre 1989, est une skieuse alpine autrichienne. Elle est spécialiste des épreuves techniques (slalom et slalom géant).

## Carrière
Carmen Thalmann fait ses débuts en compétition FIS en décembre 2004. Elle accède à la Coupe du monde cinq ans plus tard avec une participation au slalom de Schladming. Elle obtient son premier top 10 aussi en slalom, à Courchevel en décembre 2011. Son meilleur résultat est une quatrième place en slalom, obtenue à Lïnz en décembre 2015.
En 2013, elle fait partie des six Autrichiennes championnes du monde de slalom géant parallèle par équipes.
Aux Championnats du monde 2015, pour son seul départ en grand championnat, elle est 7e du slalom.
Elle annonce sa retraite sportive le 8 avril 2018, une saison après une grave blessure aux ligaments croisés.

## Palmarès

### Championnats du monde
| Épreuve / Édition | Schladming 2013 | Beaver Creek 2015 |
| ----------------- | --------------- | ----------------- |
| Par équipes       | Or              |                   |
| Slalom            |                 | 7e                |

### Coupe du monde
- Meilleur classement général : 31e en 2016.
- Meilleur résultat : 4e.

#### Classements en Coupe du monde
| Année/Classement | Année/Classement | Général | Général | Slalom | Slalom | Slalom géant | Slalom géant |
| ---------------- | ---------------- | ------- | ------- | ------ | ------ | ------------ | ------------ |
| Année/Classement | Année/Classement | Class.  | Points  | Class. | Points | Class.       | Points       |
| 2011 - 2012      | 2011 - 2012      | 68e     | 81      | 24e    | 81     | -            | -            |
| 2012 – 2013      | 2012 – 2013      | 52e     | 134     | 18e    | 134    | -            | -            |
| 2013 - 2014      | 2013 - 2014      | 56e     | 100     | 22e    | 80     | 40e          | 20           |
| 2014 - 2015      | 2014 - 2015      | 37e     | 171     | 12e    | 167    | 51e          | 4            |
| 2015 – 2016      | 2015 – 2016      | 31e     | 327     | 12e    | 264    | 28e          | 63           |
| 2016 - 2017      | 2016 - 2017      | 94e     | 26      | 35e    | 26     | -            | -            |
| 2017 - 2018      | 2017 - 2018      | 64e     | 95      | 24e    | 80     | 36e          | 15           |

### Coupe d'Europe
- 4e du classement général en 2009.
- 4 victoires (3 en slalom, 1 en slalom géant).

### Championnats d'Autriche
- Championne du super-combiné en 2010.
- Championne du slalom en 2015.